# Quetura

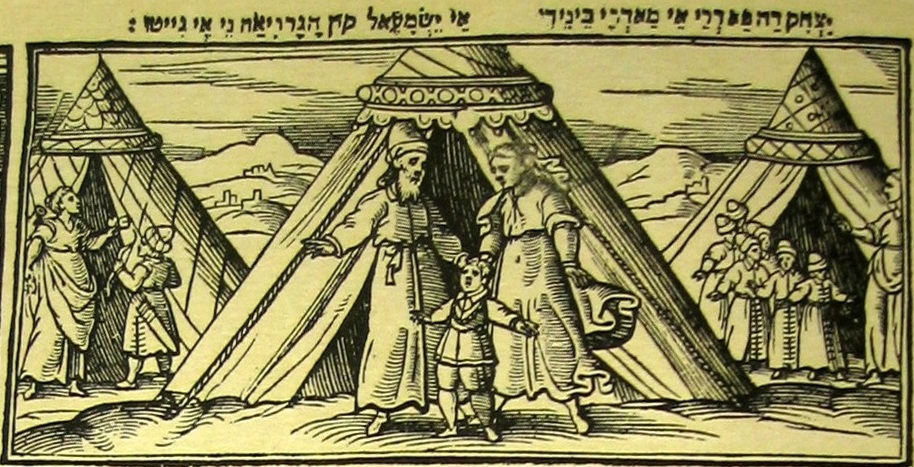
Famílias de Abraão em pintura de 1630 feita por Hagadá. Ao fundo, está Quetura e seus seis filhos.

Quetura (em hebraico: קְטוּרָה, romaniz.: Ktura; tiberiano: Qəṭûrā; lit. "incenso") foi uma concubina e esposa do patriarca bíblico Abraão. De acordo com o Livro de Gênesis, Abraão casou-se com Quetura após a morte de sua primeira esposa, Sara, e tiveram seis filhos.
No entanto, o rabino Rashi, e demais comentaristas judeus da época medieval, relatam uma crença tradicional de que Quetura e Agar eram a mesma pessoa, apesar desta hipótese não poder ser confirmada pelo texto bíblico. As tradições bíblicas a respeito de Abraão e demais personagens bíblicos relacionados são geralmente consideradas como não-históricas pelos estudiosos de atualmente.